# Traffic Message Channel
A TMC az angol Traffic Message Channel rövidítése.
A TMC az RDS technológián alapul, amely a közutakon zajló forgalomról nyújt hasznos, valós idejű információkat a gépkocsikba szerelt FM rádióvevők kijelzőjén. Amíg az RDS csak egy SMS-szerű szöveges üzeneteket küld, addig a TMC együtt tud működni GPS-alapú navigációs szoftverrel, és lehetővé teszi az útvonal újratervezését az esetleges forgalmi dugók, balesetek, torlódások, útlezárások, forgalomelterelések, határátkelőhelyi várakozási idők függvényében.

## Használata
A TMC szolgáltatás használatához szükség van egy GPS-alapú navigációs készülékre, a TMC adatokat feldolgozni képes navigációs szoftverre, és TMC vevőre (a GPS-be beépítve vagy külön készülék). A GPS-nek a magyar TMC-kódtáblát is ismernie kell.

## Működése
A TMC-vevő egy FM-rádióvevő, amely a rádiófrekvencián sugárzott RDS-információkból kiszűri a TMC-jeleket, majd továbbítja azokat a navigációs készüléknek. Vannak általános TMC-vevők, és vannak, amelyek csak egy vagy két típusú GPS-szel használhatók. Vannak olyan GPS-ek, amelyekbe a vételhez szükséges egységet is integrálták.
A forgalmi adatokat feldolgozó rendszer (állami szervezet vagy kereskedelmi szolgáltató) digitális TMC üzeneteit valamely meglevő analóg FM rádióadásba „beültetve” sugározzák ki, a többi RDS információhoz hasonlóan (rádióállomás neve, AF, TA/TP, EON stb.).
A navigációs készülékre egy adatsor érkezik, amely egyszerre több közlekedési csomópontra vonatkozóan tartalmaz egy eseménykódot, egy helyszínkódot (lokációs kód), és az időbélyeget.
Az üzenet kódolása az Alert C szabványt követi. Mindegyik üzenet legfeljebb 2048 eseményt (1402 pr 2007. januári szabványverzió szerinti állás) tartalmazhat, amelyeket a készülék szoftver segítségével a felhasználó nyelvén jelenít meg. (esemény lehet például útlezárás, baleset, időjárás megváltozása, parkolóhelyek száma egy adott helyen, stb.)
A helyszíntáblázatok karbantartása országonként történik, a táblázatokat a térképszolgáltatók integrálják.

## TMC Európában
A TMC szolgáltatás kiépülése Európában rohamosan halad előre, és a következő országokban működik: Ausztria, Andorra, Belgium, Csehország, Dánia, Egyesült Királyság, Finnország, Franciaország, Hollandia, Magyarország, Németország, Norvégia, Olaszország, Spanyolország, Svájc, Svédország.

## TMC Magyarországon
Magyarországon a TMC szolgáltatás Budapesten 2008. augusztus 1-jétől kezdett működni, országosan augusztus 20-ától, a felhasználók számára ingyenesen. A Magyar Rádió a TMC szolgáltatásban adattovábbítóként vesz részt, a további feladatokat a TrafficNav Kft. (információszolgáltató) és a Nokia Solutions and Networks TraffiCOM Kft. végzi.
Az utakra vonatkozó információk, a nemzetközi (ISO) TMC szabványnak megfelelően, az ún. lokációs táblába kerülnek, mely jelenleg több mint 13 000 lokációs kódot tartalmaz, amelyeket a rendszer folyamatosan figyel. Gyakorlatilag Magyarország teljes főút- és autópálya-hálózata benne van a kódtáblában.
A Magyarországon kisugárzott TMC közlekedési információk a hazai felhasználók számára magyarul, a külföldi autósok készülékein az általuk kiválasztott nyelven jelennek meg. Ha az útvonalon az előrejutást valamilyen forgalmi esemény zavarja meg, a navigációs szoftver - beállításoktól függően - újratervezi azt, vagy kerülő (alternatív) útvonalakat kínál fel. A GPS-nek a magyar TMC-kódtáblát is ismernie kell.
A forgalmi adatok elsődleges forrása a Fővinform és az Útinform adatai, egy 5000 járműves flotta mozgásából generált közlekedési információk, útfigyelő kamerák, útfelügyeleti szervek, stb.
Magyarországon a szolgáltatást ismeretlen időpontban megszűntették.

## Külső hivatkozások
- Ismertető a garmin.hu lapon
- A pdamania.hu cikke
- A lap.hu gyűjtőoldala a TMC-ről
- A Computerworld híre
- Videós tájékoztató a TMC-ről (pcworld.hu)
- A totalcar.hu híre
- origo.hu: Kérdések és válaszok az ingyenes dugófigyelőről